# Мурбеке
Мурбеке (на нидерландски: Moerbeke) е селище в Северна Белгия, окръг Гент на провинция Източна Фландрия. Населението му е около 5800 души (2006).